# Saint-Gérard-Majella (Québec, Québec)
Saint-Gérard-Majella est une ancienne municipalité de la région de Québec. 

## Histoire
La paroisse de Saint-Gérard-Majella (parfois orthographié Magella) est fondée en 1906 puis détachée de L'Ancienne-Lorette et de Saint-Ambroise-de-la-Jeune-Lorette à l'occasion de son érection canonique le 7 mai 1909. Les autorités ecclésiastiques considéraient en effet que les résidents de « la montagne à Bonhomme » avaient trop de chemin à faire pour se rendre à l'église de à Saint-Ambroise-de-la-Jeune-Lorette (qui devint Loretteville). Elle donnera son nom à la municipalité de paroisse créée la même année, qui comprend déjà les mêmes limites que la future ville de Val-Bélair. La paroisse est nommée d'après saint Gérard Majella (1726-1755), prêtre rédemptoriste, canonisé en 1904, soit peu de temps avant sa création. Les habitants vivent de l'industrie du bois et de la chasse. Un service de buanderie viendra s'y établir par la suite et emploiera plusieurs habitants.
En 1914, les premiers chalets sont installés sur le chemin qui deviendra plus tard le Boulevard Pie-XI. Des conflits éclatent rapidement entre les ruraux de la Montagne à Bonhomme et les résidents temporaires, entre autres sur le sujet des taxations. En 1933, la municipalité de Val-Saint-Michel est créé dans les débats à partir du territoire de Saint-Gérard-Majella. La nouvelle ville de Val-Saint-Michel demeure au début une ville d'été, produit du phénomène nouveau de villégiature. Ce n'est d'ailleurs qu'en 1951 qu'un résidant permanent de l'endroit fut élu maire, alors qu'auparavant seuls des résidents de Québec possédant un pied-à-terre à Val-Saint-Michel s'étaient retrouvés à la mairie.
Le 22 mai 1965, la paroisse modifie son toponyme ainsi que son statut pour devenir la Ville de Bélair. Le 29 décembre 1973 survient la fusion entre les villes de Bélair et Val-Saint-Michel pour la création de la nouvelle ville de Val-Bélair.

### Liste des maires de Saint-Gérard-Majella
- 1910-1913 : Odillon Rochette
- 1913-1918 : Xavier Légaré
- 1918-1924 : Joseph-Thomas Savard
- 1925-1927 : Xavier Légaré - (deuxième mandat)
- 1927-1928 : Charles Savard
- 1928 ; Adélard Savard
- 1929-1935 : Désiré Beaumont
- 1935-1939 : Joseph-Omer Daigle
- 1939-1943 : Philippe Rochette
- 1943-1944 : Adélard Savard - (deuxième mandat)
- 1944-1947 : Pierre Daigle Junior
- 1947-1955 : Alexandre Daigle
- 1955-1963 : Joseph-Pierre Daigle Sénior
- 1964 : Albert Vallières
- 1964-1969 : Gaston Robitaille -Dernier maire de Saint-Gérard-Majella et premier maire de Bélair

#### Hommages toponymiques
- La rue Mousseau portait, avant 1976, le nom de place Savard en l'honneur des maires Savard. Le toponyme fut présent dans les villes de Bélair et de Val-Bélair.
- La rue du Capitolin portait, entre 1960 et 1969 le toponyme de rue Robitaille en l'honneur du maire de Bélair, Gaston Robitaille. dans les anciennes villes de Saint-Gérard-Majella et de Bélair.